# نام میزبان
نام میزبان (انگلیسی: Hostname) یا نامِ هاست، در شبکه‌های رایانه‌ای، برچسبی است که به دستگاهی متصل به یک شبکه کامپیوتری اختصاص داده شده و برای شناسایی دستگاه در اَشکال مختلف ارتباطات الکترونیکی، مانند شبکه جهانی وب، مورد استفاده قرار می‌گیرد. نام‌های میزبان ممکن است اسامی ساده‌ای باشند، که از یک کلمه یا عبارت واحد تشکیل شده‌اند، یا ممکن است ساختار یافته باشند. در شبکه اینترنت نام‌های میزبان، ممکن است نام دامنه سیستم (DNS) را ضمیمه کرده و از یک برچسب مخصوص میزبان، با استفاده از یک نقطه (دات) از هم جدا شوند، که در این حالت، نام میزبان همان نام دامنه می‌باشد.